# Ordoreanu
Ordoreanu – wieś w Rumunii, w okręgu Ilfov, w gminie Clinceni. W 2011 roku liczyła 219 mieszkańców.